# Pyramida Slunce

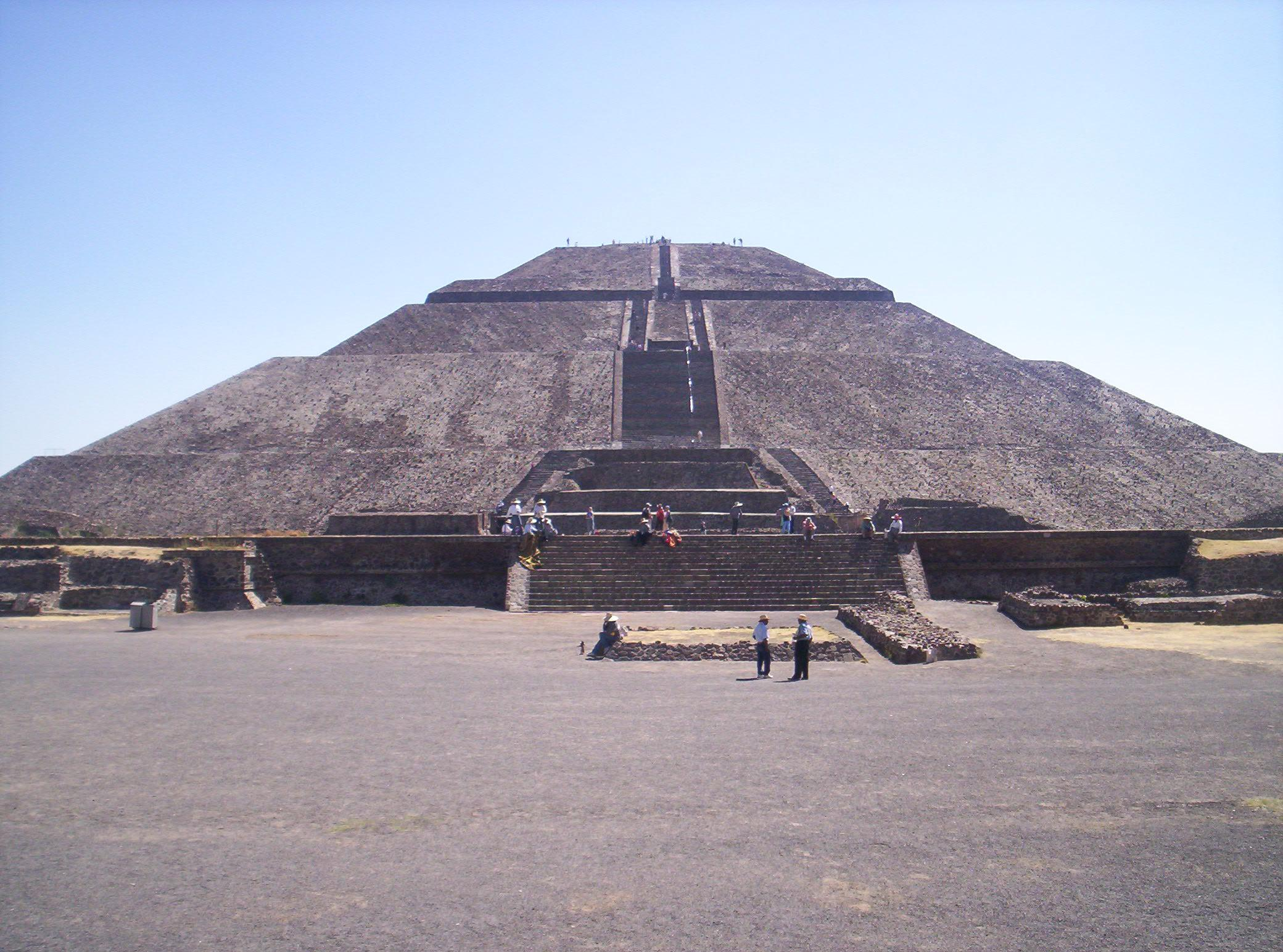
Pyramida Slunce

Pyramida Slunce (též Sluneční pyramida, anglicky Pyramid of the Sun, španělsky Pirámide del Sol) je největší stavbou v Teotihuacánu, posvátném městě předkolumbovské Mezoameriky. Po Cheopsově pyramidě a pyramidě v Cholule je třetí největší stavbou na světě a druhou ve Střední Americe.

## Poloha a rozměry
Obrovská pyramida Slunce se vypíná asi v polovině Cesty mrtvých. Vyrostla na místě posvátné jeskyně s podzemním pramenem a byla postavena jako symbol plodnosti a úrody. Vedle ní se všechny ostatní stavby v Teotihuacánu zdají maličké, tato veliká pyramida měří při základně skoro 235 m a svými čtyřmi terasami se zvedá do výše dobrých 65 m. Kdysi bývala mnohem vyšší, protože na vrcholu stála svatyně z netrvalého materiálu. Stavitelé měnili sklon bočních stěn, aby tak vzbudili dojem ještě větší hmoty.

## Stavba pyramidy

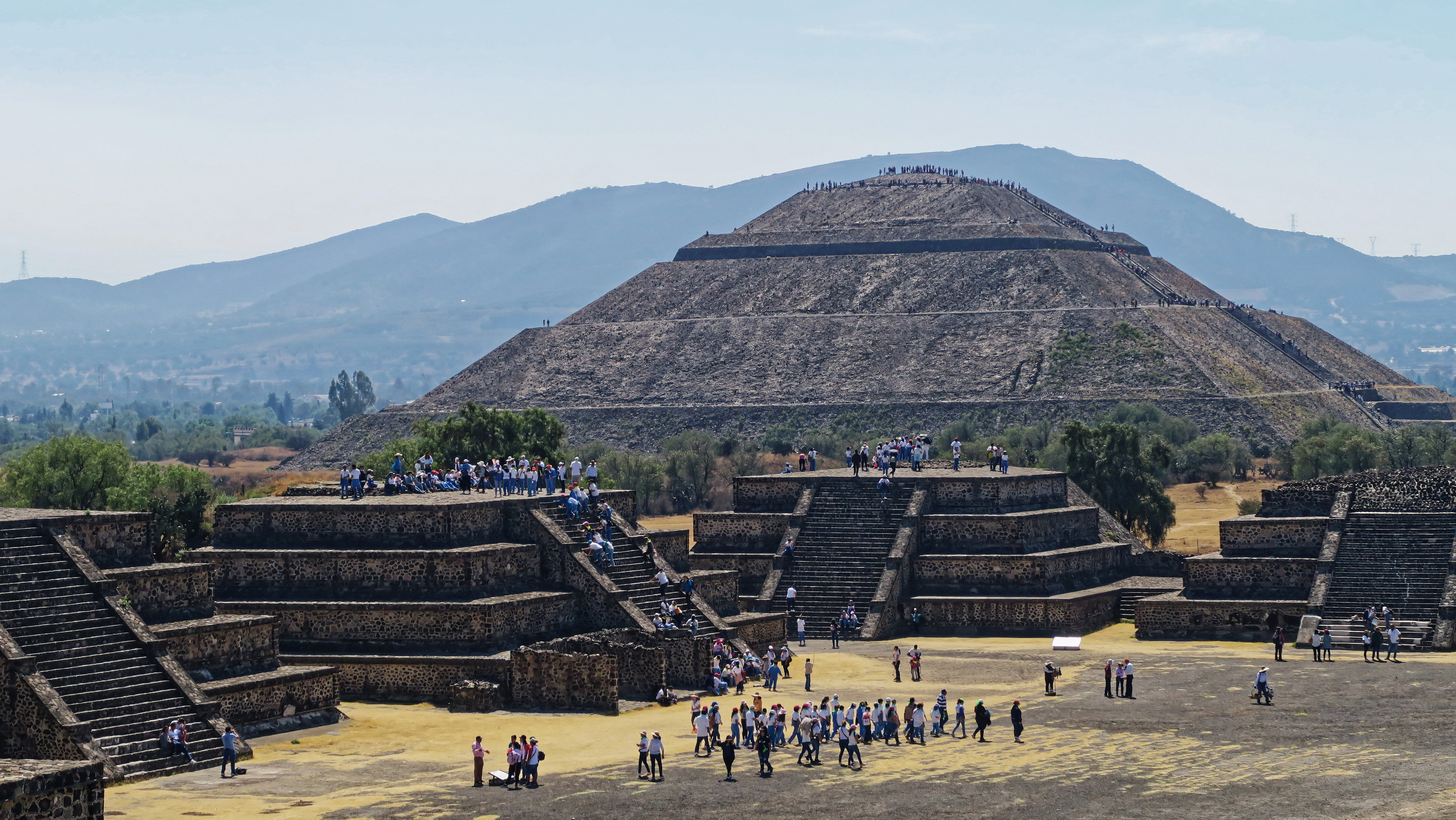
Fotografie pyramidy Slunce z roku 2020

Pyramida Slunce byla postavena mezi lety 50 – 125 n. l. Po svém vzniku se rozkládala na ploše asi 215 m² a je přibližně 70 m vysoká. Původně se tedy skládala ze čtyř teras, chrámu a plošiny Adosada, jež vznikla nad původní hlavní fasádou. Povrch byl z kamenů a pokrytý vrstvou malty, pyramida sama však byla postavena z vepřovic. Zlomky keramiky, figurky a jiné předměty v nich nalezené jsou z prvního období Teotihuacánu.

## Další součásti Pyramidy Slunce
Adosada je široká plošina kolem pyramidy, sestavená z pravoúhlých prostorů, jejichž stěny jsou z vepřovic vyplněných odpadky z počátků klasického období.
Původně stála i na vrcholu Sluneční pyramidy zlatem a stříbrem potažená socha jakéhosi boha; za časů španělských dobyvatelů byla objevena v zemi, ale františkán Juan de Zumárraga, první mexický biskup, ji dal obrousit a kov roztavit. Pod základnou je umělý tunel z konce předklasického období, rozdělený na malé místnosti, jež sloužily k náboženským účelům. Velice zajímavým rysem pyramidy Slunce je fakt, že je orientována na trasu Slunce od východu k západu, a v den rovnodennosti na bod na obloze, kde se v tu dobu objevuje souhvězdí Plejády.